# Биа (национальный парк)
Биа — национальный парк Ганы, расположенный на западе страны на границе с Кот-д’Ивуаром. Парковый комплекс включает в себя собственно национальный парк площадью 77,7 км², а также ресурсный резерват площадью 277,92 км². В 1983 году национальный парк был включён во всемирную сеть биосферных резерватов и до 2011 года являлся единственным биосферным резерватом страны.

## Физико-географическая характеристика
Парк получил название по имени реки, которая по нему протекает. Он расположен на юго-западе страны в Западной области. Вблизи парка расположена деревня Asempaneye.
Парк расположен в холмистой местности, высота над уровнем моря составляет от 170 до 643 метров. Среднее количество осадков — 1500—1700 мм в год.

## Флора и фауна
На территории парка обитает более 60 видов млекопитающих, в том числе 10 видов приматов. В парке обитают основные лесные жители Ганы — лесные слоны (Loxodonta african cyclotis) и антилопы бонго Tragelaphus euryceros, которые в ходят в красный список МСОП. Приматы представлены в основном белыми, красными и чёрными колобусами, а также шимпанзе. Кроме того, в парке обитает более 160 видов птиц, включая редкие виды, такие как Белобрюхая тёмная цесарка (Agelastes meleagrides).

## Взаимодействие с человеком
В 1935 году территория всего паркового комплекса была объявлена лесным резерватом, в 1940 году он носил название Bia Tributaries South Forest Reserve и имел площадь 306 км². В 1974 году комплексу был присвоен статус национального парка, однако в последующие три года его территория существенно сократилась, из парка было выведено 228 км² земель, которые получили статус охотничьего резервата. При этом состояние леса в собственно парке было заметно хуже леса на прилегающей территории. Однако, вследствие ослабления уровня защиты, леса прилегающей территории стали интенсивно вырубаться.
На территории резервата, по данным 1997 года, проживало около 14 тысяч человек, включая сезонные миграции. Люди в основном заняты в сельском хозяйстве и занимаются разведением какао.
В настоящее время работы по сохранению парка ведутся при финансовой поддержке Европейского союза. В парке проложено несколько пешеходных маршрутов, но он не оборудован для приёма туристов. Ближайший пункт, где можно переночевать, Sefwi Wiawso, расположен в 100 км от парка.